# Heron Verlagsgesellschaft
Die Heron Verlagsgesellschaft mbH mit Sitz in Erfurt war ein Tarnunternehmen des Thüringer Landesamtes für Verfassungsschutz.
Am 30. Oktober 1997 gründete Verfassungsschutzpräsident Helmut Roewer unter dem Decknamen Stephan Seeberg den Verlag und wurde dessen Geschäftsführer. Für das Verlagsgeschäft wurde eine konspirative Wohnung in Erfurt genutzt. Erhebliche Ungewöhnlichkeiten bei der Buchführung führten zur Absetzung Roewers als Behördenleiter und am 19. Juli 2000 auch zu seiner Ablösung als Geschäftsführer des Verlags. Nachfolgerin dort wurde eine Person namens Christa Koch, die ihrerseits durch Gesellschafterbeschluss vom 20. März 2001 durch den promovierten Weimarer Juristen Thomas Schmitz-Riol abgelöst wurde. Sieben Tage später wurde die Auflösung der Gesellschaft beschlossen, Schmitz-Riol beendete 2003 die Liquidation.